# Davor Jozić
Davor Jozić (Konjic, 22 de setembro de 1960) é um ex-futebolista bósnio de origem croata.

## Carreira
Atuou em quatro clubes: o Sarajevo, o Cesena, o América do México e o Spezia, onde pôs termo à sua carreira, em 1996.
Membro da delegação da Seleção Iugoslava na Copa de 1990, Jozić, que disputou 27 partidas e marcou dois gols (um deles na mesma Copa da Itália, contra a Colômbia), após a dissolução do país, nunca atuou com a camisa da seleção da pátria de suas origens.
Atualmente, é auxiliar-técnico de Fabrizio Castori no Cesena.